# Phytocoris belfragei
Phytocoris belfragei är en insektsart som beskrevs av Stonedahl 1995. Phytocoris belfragei ingår i släktet Phytocoris och familjen ängsskinnbaggar. Inga underarter finns listade i Catalogue of Life.